# Acalypha ostryifolia
Acalypha ostryifolia là một loài thực vật có hoa trong họ Đại kích. Loài này được Riddell ex J.M.Coult. mô tả khoa học đầu tiên năm 1894.

## Hình ảnh

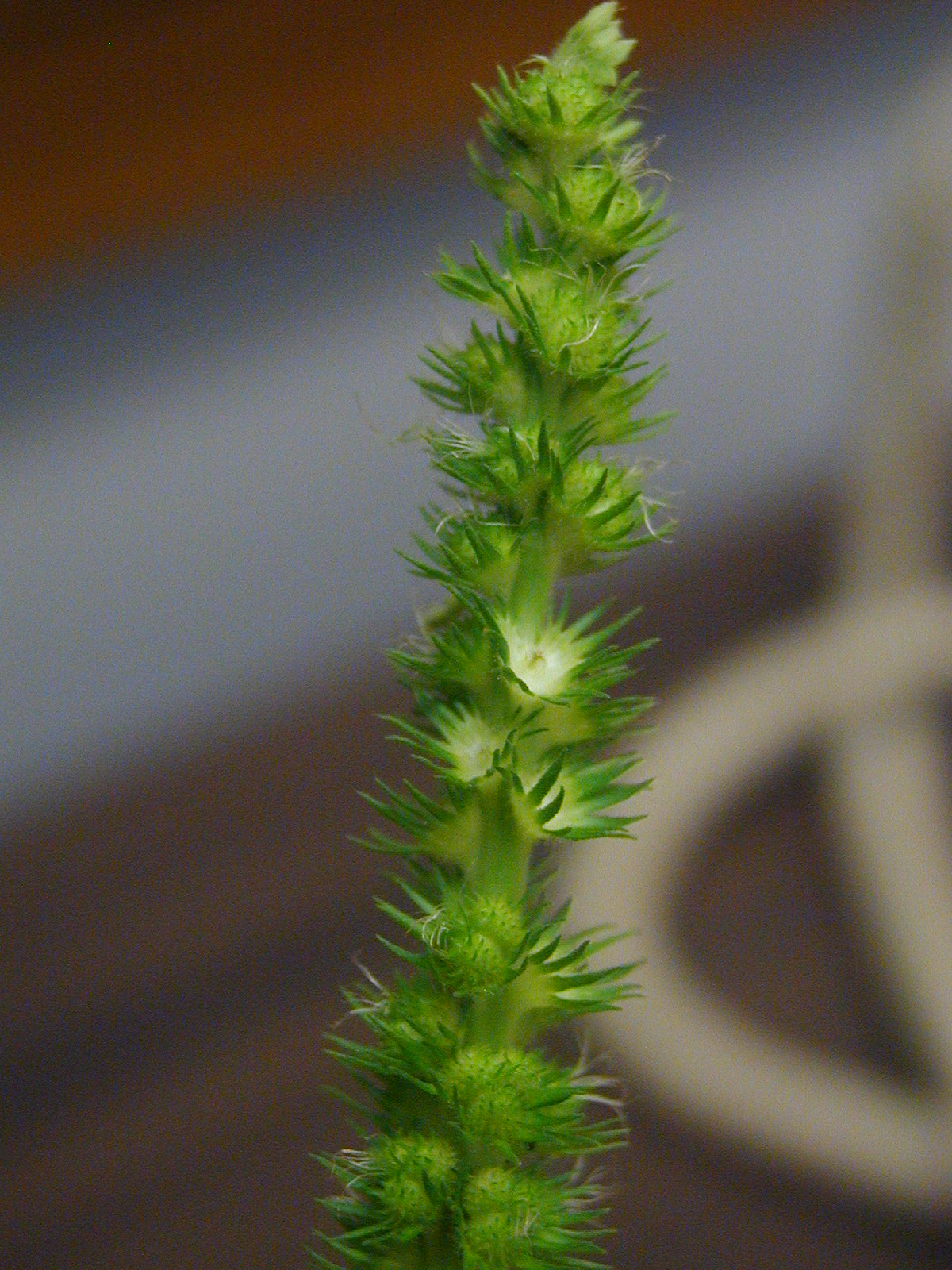
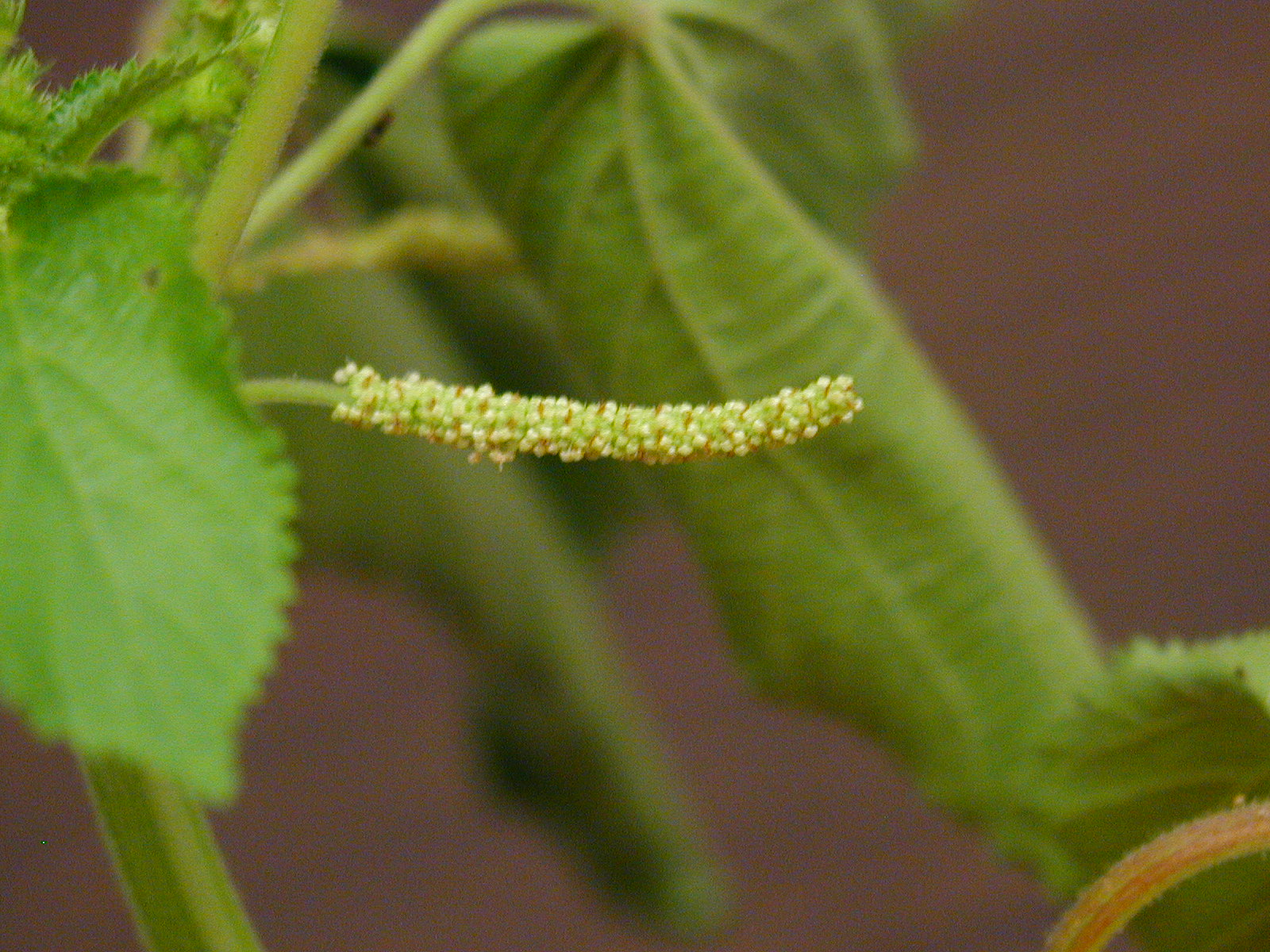
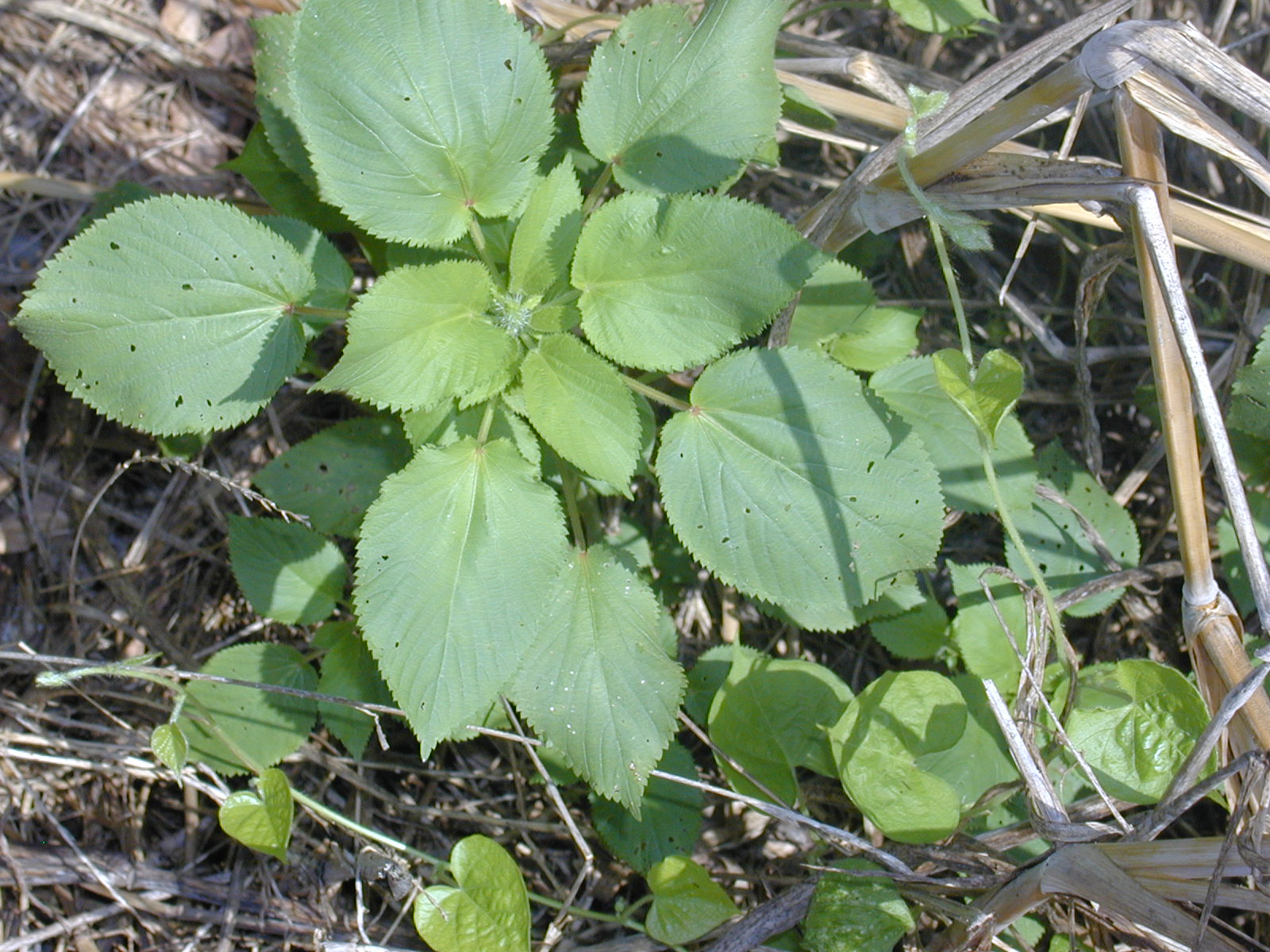